# Otto Wilhelm Hermann von Abich
Otto Wilhelm Hermann von Abich (n. 11 decembrie 1806 la Berlin - d. 1 iulie 1886 la Viena) a fost un mineralog și geolog german.
A efectuat studii geologice asupra vulcanilor, în special în zona montană a Armeniei și a muntelui Ararat.
Mineralul Abichit în poartă numele.
În 1842 a fost numit profesor de mineralogie la Universitatea din Tartu.
În 1866 a devenit membru al Academiei de Științe din St. Petersburg.